# Fatou Gaye (Politikerin)
Fatou Ndeye Gaye (* 20. Jahrhundert) ist eine Politikerin im westafrikanischen Staat Gambia. Sie war 2013 Ministerin im Kabinett Yahya Jammeh.

## Leben
Fatou Gaye wurde im Februar 2012 von Staatspräsidenten Yahya Jammeh ins Kabinett als Forst- und Umweltministerin (englisch Forestry and the Environment) als Nachfolgerin von Jatto Sillah berufen.
Am 30. Januar 2013 wurde sie Umweltministerin und Ministerin für Parks und Wildtiere (englisch Minister of the Environment, Parks and Wildlife). Das Forstresort wurde in der Verantwortung unter des Präsidenten Jammeh genommen. Am 12. Mai 2014 wurde Gaye als Ministerin aus dem Kabinett entlassen, das Umweltressort wurde dem Ministerium für Energie unterstellt und das Ressort für Parks und Wildtiere wurde dem Präsidenten unterstellt.
Im Juni 2014 wurde sie als gambische Botschafterin nach Sierra Leone entsandt.